# Konami Music Masterpiece Collection
Konami Music Masterpiece Collection (コナミミュージック 名曲コレクション Konamimyūjikku meikyoku korekushon?) es un recopilatorio de 15 discos con temas musicales de los videojuegos de Konami, compuesta primariamente por Konami Kukeiha Club. Fue lanzado exclusivamente en Japón en octubre de 2004.

## Temas

### Disco Uno: Vol.1 ~Gradius edition~
- Scramble
- Super Cobra
- Morning Music
- CREDIT
- Beginning Of The History (Stage Start - Air Battle BGM)
- Challenger 1985 (First Stage - Volcano BGM)
- Beat Bank (Second Stage - Stonehenge BGM)
- Blank Mask (Third Stage - Moai BGM)
- Free Flyer (Fourth Stage - Reverse Volcano BGM)
- Mazed Music (Fifth Stage - Tentacle BGM)
- Mechanical Globule (Sixth Stage - Cell BGM)
- Final Attack (Seventh Stage - Final Stage BGM)
- Aircrafu Carrier (Boss BGM)
- Game Over (Game Over BGM)
- Historic Soldier (Ranking BGM)

### Disco Dos: Vol.2 ~Twinbee edition~
- Twinbee
- Start BGM
- BGM #1
- CBGM #2
- Select BGM
- BGM #1 ~ Stage Clear
- BGM #2 ~ Stage Clear
- EX Stage BGM
- Final BGM ~ Final Boss
- Ending

### Disco Tres: Vol.3 ~Salamander edition~
- Power of Anger (1st.BGM)
- Fly High (2st.BGM)
- Planet RATIS (3st.BGM)
- Starfield (4st.BGM)
- Burn the Wind (5st.BGM)
- Destroy Them All (6st.BGM)
- Aircraft Carrier (Gradius Boss BGM)
- Poison of Snake (Boss BGM)
- Peace Again (All Pattern Clear)
- Crystal Forever (Game Over)

### Disco Cuatro: Vol.4 ~Parodius edition~
- From Myth to Laughter
- Parodius Marching Song
- Hello, Paro-chan
- VIC VIPER's Theme
- Island of Pirates
- Crisis Fourth Movement
- It's Boss BGM!
- Until the Clown Sheds Tears Three Times
- Chichibinta Rika's Theme
- Eagle Sabu's Theme
- Tako's Theme
- Labyrinth
- Hot Lips' Theme
- Ah! Passionate Japanese Journey
- Butashio's Theme
- Space Battleship Moai
- TWINBEE's Theme
- Warship March With Today's Fever
- Neon Core's Theme
- Beautiful Gals
- From the Far North Country '90
- Pentarou's Theme
- Night of the Living Dead
- Yoshiwara Courtesan's Theme
- Tako's Fort Theme
- Gorugoda - Tako's Theme
- It's the Ending!
- It's the Continue!
- It's the Ranking!
- It's Boss Out!
- It's Player Out!
- Game Over!!

### Disco Cinco: Vol.5 ~Thunder Cross edition~
- Time Pilot
- Time Pilot '84
- The Thunder Fighters
- First Attack
- Skywalker
- Macine Graveyard
- Great Battleship
- Endless Labyrinth
- Fire Cavern
- Final Base
- Gloidential Mechanism
- Stage Clear
- Ranking
- Game Over
- A Long Way

### Disco Seis: Vol.6 ~A-JAX edition~
- Finalizer
- Title BGM
- 2D Stage BGM #1
- 2D Boss BGM #1
- Stage Clear
- 3D Stage BGM #1
- 3D Boss BGM
- 2D Stage BGM #2
- 2D Stage BGM #3
- 3D Stage BGM #2
- 2D Stage BGM #4
- 2D Stage BGM #5
- 2D Boss BGM #2
- 3D Stage BGM #3
- Ending
- Game Over
- Ranking BGM
- Foreign Version

### Disco Siete: Vol.7 ~Akumajo Dracula edition~
- Naming
- Start
- BGM #1
- BGM #2
- BGM #3
- BGM #4
- BGM #5
- BGM #6
- Final Stage BGM
- Boss Theme
- Final Boss Theme
- Ending
- Title
- Start
- BGM #1
- Boss Theme
- Stage Clear
- BGM #2
- Intermission Demo
- BGM #3
- BGM #4
- BGM #5
- Final Boss Theme #1
- Final Boss Theme #2
- Ending
- Game Over
- Ranking BGM

### Disco Ocho: ~Ganbare Goemon edition~
- Mr. Goemon
- Kyuushuu - Kantou Edition
- Shikoku - Toukai - Chuubu Edition
- Chuugoku - Hokkaido Edition
- Exhibition Hut
- GM #2
- Inside the Castle BGM
- Boss - Game Over
- Ending BGM

### Disco Nueve: ~Contra edition~
- Contra
- Secret Forest Battle
- Labyrinth Fort 1
- Ranking
- Title Demo
- BGM #1
- Intermission Demo ~ Boss BGM #1
- Stage Clear #1
- BGM #2
- Boss BGM #1
- BGM #3
- Boss BGM #2
- BGM #4
- BGM #5
- Boss BGM #3
- Stage Clear #2
- Ending BGM
- Continue BGM
- Game Over
- Ranking BGM

### Disco Diez: Vol.10 ~Comical Action edition~
- Pooyan
- Circus Charlie
- Opening BGM
- BGM #1
- Player 1 Victory BGM
- Item Select BGM
- BGM #2
- Player 2 Victory BGM
- BGM #3
- Fanfare
- Bonus Stage
- Falldown
- BGM #4
- Player 3 Victory BGM
- BGM #5
- Player 4 Victory BGM
- BGM #6
- BGM #7
- CPU Goal
- CPU Victory
- Ranking BGM
- Game Over

### Disco Once: Vol.11 ~Fighting Action edition~
- Yie Ar Kung-Fu
- Shaolin's Road
- Galactic Warriors
- Title
- Start
- BGM #1
- Boss BGM #1
- Stage Clear
- BGM #2
- BGM #3
- Fight
- BGM #4
- Boss BGM #2
- False All Clear
- Bad Ending
- All Clear
- Ranking
- Boss BGM #3
- Continue
- Game Over
- Good Ending
- Ending BGM

### Disco Doce: Vol.12 ~Sports edition~
- Hustler
- Hyper Olympic
- Hyper Olympic '84
- Telop
- Title
- Credit
- Select BGM
- Player Preview
- Stage BGM #1
- Continue
- Stage BGM #2
- Training
- Stage BGM #3
- Judgement
- Game Over
- Ranking
- Stage BGM #4
- Winning BGM
- Ending

### Disco Trece: Vol.13 ~Racing edition~
- Road Fighter
- RF-2
- Long Way To Danger
- It's A Hard Wai In The Suburbs
- Make Me Dynamic
- The Navigation On The Bridge
- Ice Won't Let Me Go
- And Only Did I My Duty
- Soldier's Paths
- Finally I Belong To
- Just I've Done It
- After The Terrible Runnning

### Disco Catorce: Vol.14 ~Puzzle Action edition~
- Gattan Gotton
- Title BGM
- BGM #1
- BGM #2
- BGM #3
- Stage Clear
- Ranking BGM
- Game Over
- Ending
- Foreign Title BGM
- Foreign BGM #1
- Title
- Select
- Common BGM
- Competition BGM
- Cooperation BGM
- Transformation BGM
- Warning BGM
- Game Over
- Ranking #1
- Ranking #2

### Disco Quince: Vol.15 ~Famicom edition~
- Pistas de la 1 a la 3: Bio Miracle Bokutte Upa 
  - BGM #1
  - BGM #2
  - Ending

- Pistas de la 4 a la 10: Ai Senshi Nicol
  - BGM #1
  - BGM #2
  - BGM #3
  - BGM #4
  - Underground BGM
  - Boss BGM
  - Ending

- Pistas de la 11 a la 13: Getsu Fūma Den
  - Field BGM
  - Battle BGM
  - Ending